# Milan Tomić
Pour les articles homonymes, voir Tomić.
Milan Tomić (en serbe : Милaн Томић), né le 24 juillet 1973, à Belgrade, en Yougoslavie, est un joueur et entraîneur serbe de basket-ball. Il évolue au poste de meneur.

## Carrière
En octobre 2019, Tomić est limogé de son poste d'entraîneur de l'Étoile rouge de Belgrade.

## Palmarès

### Comme joueur
- Champion de Grèce 1993, 1994, 1995, 1996, 1997
- Coupe de Grèce 1994, 1997, 2002
- Euroligue 1997

### Comme entraîneur
- Vainqueur de la Ligue adriatique 2019
- Champion de Serbie 2019
- Vainqueur de la Supercoupe de la Ligue adriatique 2019